# Kilmez
Kilmez (rusky Кильмезь) je řeka v Udmurtsku a v Kirovské oblasti v Rusku. Je dlouhá 270 km. Plocha povodí měří 17 200 km².

## Průběh toku
Pramení mezi výběžky Hornokamské vysočiny. Ústí zleva do Vjatky (povodí Kamy).

### Přítoky
- zprava – Lumpun, Lobaň
- zleva – Vala

## Vodní režim
Zdrojem vody jsou především sněhové srážky. Průměrný průtok vody u vesnice Vičmar činí 82 m³/s. Zamrzá na začátku listopadu a rozmrzá ve druhé polovině dubna.

## Využití
Řeka je splavná pro vodáky.